# Ichtiol

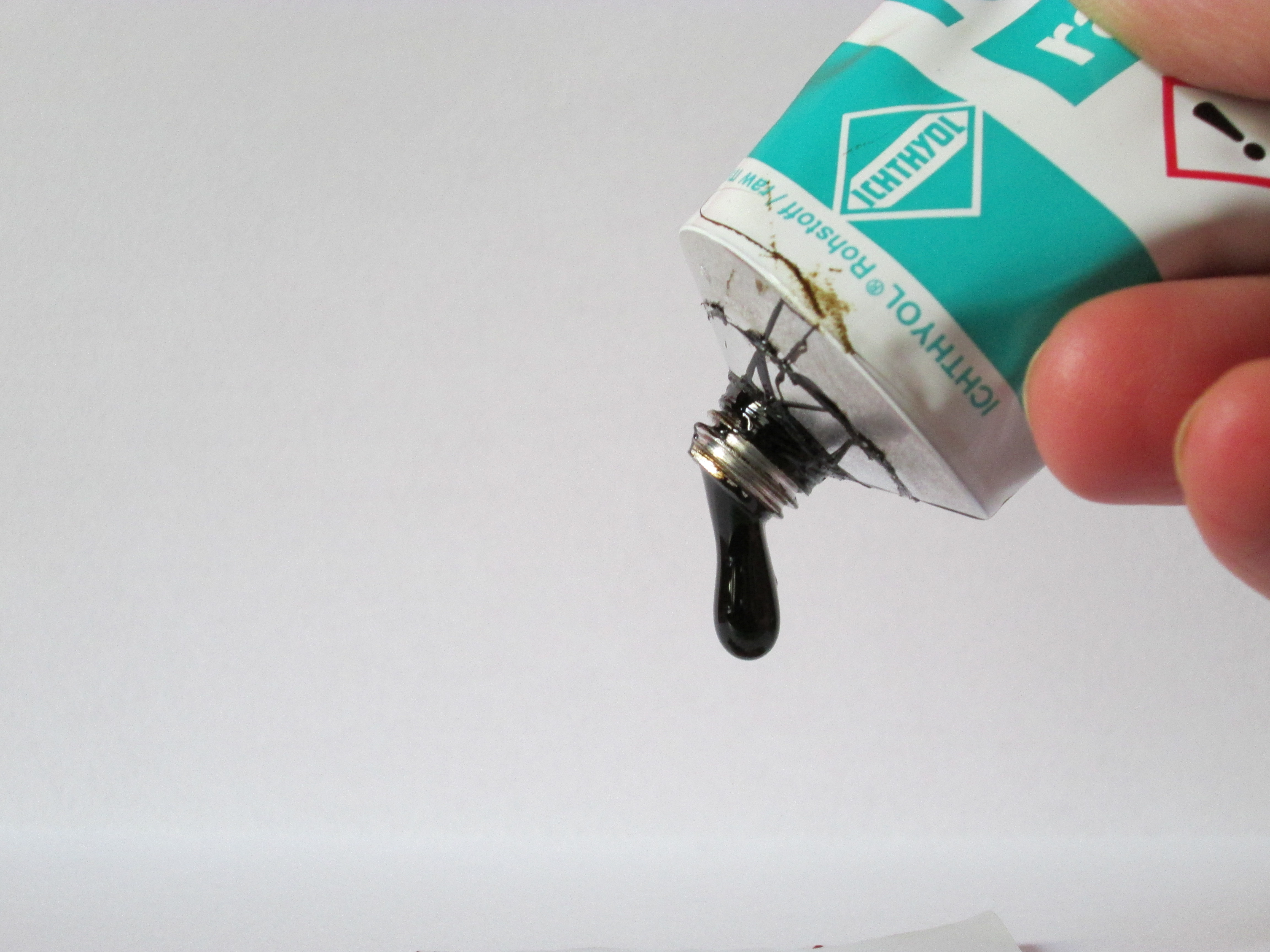
Maść ichtiolowa

Ichtiol i ichtamol (sulfobituminian amonu), łac. Ammonii bituminosulfonas, Ichthammolum) − bardzo lepkie ciecze o charakterystycznym zapachu przypominającym woń asfaltu. Wykazują właściwości bakteriostatyczne i przeciwzapalne.  Składniki leków używanych w lecznictwie dermatologicznym. Stosowane miejscowo głównie w postaci maści, past, emulsji, zawiesin i roztworów do leczenia stanów zapalnych skóry, błon śluzowych i trudno gojących się ran. Zastosowanie ichtiolu w leczeniu schorzeń dermatologicznych  opisał w 1882 r. Paul Unna.
Otrzymywany jest z wysokosiarkowych łupków bitumicznych z ery mezozoiku. Poddaje się je suchej destylacji w 480 °C, następnie uzyskany produkt destyluje się w celu usunięcia produktów wysokocząsteczkowych (m.in. WWA). Destylat traktuje się kwasem siarkowym i zobojętnia. W przypadku zastosowania stężonego kwasu otrzymuje się ciemnobrunatną substancję, ichtamol (DSSO, z ang. dark sulfonated shale oil), a dla kwasu rozcieńczonego uzyskany produkt – ichtiol – jest koloru jasnego (PSSO, z ang. pale sulfonated shale oil). Substancje te są rozpuszczalne w wodzie i glicerolu, natomiast trudno rozpuszczają się w etanolu i eterze dietylowym. Mają właściwości podobne do detergentów.
Stosunek wodoru do węgla w obu produktach jest wysoki. Zawierają węglowodory, ok. 10% siarki, ok. 6% siarczanu amonu, zasady azotowe i tiofen. W przeciwieństwie do surowej ropy z łupków nie mają właściwości rakotwórczych.